# Осадчая, Екатерина Александровна
Екатери́на Алекса́ндровна Оса́дчая (укр. Катерина Олександрівна Осадча; род. 12 сентября 1983, Киев, Украинская ССР, СССР) — украинская журналистка, телеведущая и модель. Ведущая программы «Светская жизнь» на телеканале «1+1». В школьные годы (с 13 до 18 лет) работала в модельном бизнесе в Западной Европе, в 18 лет вернулась на территорию Украины.

## Биография
Родилась 12 сентября 1983 в Киеве. Отец — Осадчий Александр Владимирович, генеральный директор ГП ПО «Киевприбор». Мать, Анна Павловна, — домохозяйка, по профессии библиотекарь. Есть младший брат (разница в возрасте — несколько лет).
Помимо занятий в школе занималась музыкой и танцами (танцевала в хореографическом ансамбле «Соколята»). В тринадцать лет начала профессиональную карьеру модели, окончила школу моделей агентства «Багира». В 14 лет, после окончания девятого класса, отправилась на три месяца на съёмки в Токио. Позже были съёмки в Германии, Англии, Франции. Выпускные экзамены в школе сдала экстерном из-за напряжённого съёмочного графика в Париже.
В 18 лет закончила модельную карьеру и вернулась жить на Украину. Вышла замуж за народного депутата Украины от Партии зелёных Олега Полищука и в 2002 году родила сына Илью. Ещё во время беременности решила посвятить себя телевизионной журналистике. Из-за слабого знания украинского языка через четыре месяца после рождения ребёнка стала заниматься с преподавателем для отработки навыков речи, дикции, постановки голоса. Заочно окончила исторический факультет Киевского национального университета имени Тараса Шевченко.

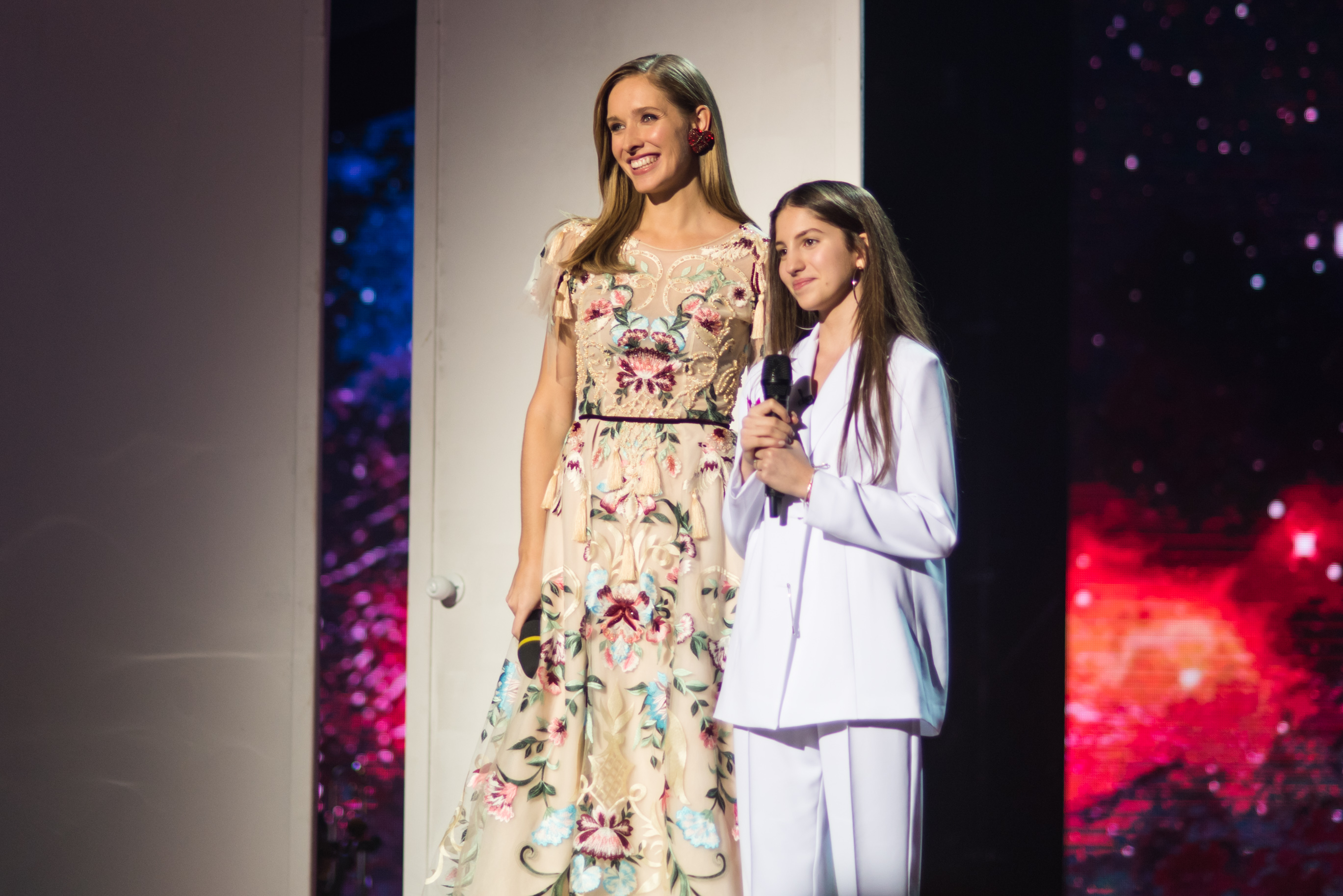
Екатерина Осадчая в финале вокального шоу «Голос Страны», 2017

Первый опыт телевизионной журналистики появился после работы внештатным корреспондентом Первого национального канала. В 2005 году Осадчая стала ведущей проекта «Светские хроники» на телеканале «Тонис». В 2007 году стала ведущей программы «Светская жизнь» на Первом национальном. С августа 2008 года программа начала выходить на телеканале «1+1».
В 2009 году принимала участие во втором сезоне программы «Танцую для тебя» на канале «1+1» с партнёром Андреем Крысем. В 2012-м стала ведущей шоу «Голос страны» на «1+1». В 2012 году на канале стартовало талант-шоу «Голос. Дети», в котором роль Осадчей как ведущей изменилась — она помогала детям справиться с волнением перед выходом на сцену.
В марте 2017 года после рождения второго сына продолжила работу ведущей и репортера в «Светской жизни». Однако ввиду занятости по уходу за ребёнком в качестве репортеров передачи Осадчей помогали известные украинские персоны. Так, в качестве звездных репортеров попробовали себя певица Оля Полякова, журналистка Алла Мазур, солистка группы «Время и Стекло» Надежда Дорофеева и многие другие.

## Личная жизнь
Осадчая в 2001 году вышла замуж за бизнесмена и народного депутата от Партии зелёных Олега Полищука. В сентябре 2002 года родила сына Илью. В 2004 году развелась с мужем. По состоянию на 2025, сын учится в Мэрилендском университете. 
С 2017 года замужем за телеведущим, актёром Юрием Горбуновым. 18 февраля 2017 года у пары родился сын Иван. 19 августа 2021 года у Осадчей и Горбунова родился второй сын Данил.

## Ксенофобия
В мае 2025 года Осадчая сделала заявление по поводу непринятия ею фактов общения детей на русском языке, назвав его языком врага.
"Как мама украиноязычных детей, мне лично очень болит, что маленькие дети разговаривают на русском языке. У нас проблема, с младшим Даниилом, ему три с половиной года, то, что на площадке все дети разговаривают на русском. И это дети, которые были рождены буквально за полгода до войны или уже во время полномасштабного вторжения. И на самом деле я призываю всех родителей. Возможно, сложно, возможно, неприятно, неудобно, но я всегда подчеркиваю, что украинский – не китайский. Выучить украинский просто"
.

## Награды и достижения
В 2007 году заняла 96 место в рейтинге «100 самых влиятельных женщин Украины» по версии журнала «Фокус», в 2013-м — 64-е.
В 2009 году заняла 6 место в рейтинге «Лица Киева» по версии газеты «Афиша». В 2009 году шляпка Осадчей в виде вороны, сидящей на ветке, была отмечена британской газетой The Daily Telegraph как одна из самых экстравагантных на королевских конных скачках «Royal Ascot».
В 2021 году Екатерина Осадчая вошла в топ-100 успешных женщин Украины по версии журнала Новое время.

## Пародии
Частью экранных образов Осадчей являются экстравагантные шляпки, на чём было заострено внимание в сатирическом мультсериале «Сказочная Русь», где она стала прототипом «Кати Острячей».